# Затоківська селищна рада
Зато́ківська се́лищна ра́да — колишній орган місцевого самоврядування у складі Білгород-Дністровської міської ради Одеської області. Адміністративний центр — селище міського типу Затока.

## Загальні відомості
Рішенням виконкому Одеської обласної Ради депутатів трудящих від 7 квітня 1965 року Затоківську селищну раду  Білгород-Дністровського р-ну передано в підпорядкування Білгород-Дністровській міській раді депутатів трудящих.
- Територія ради: 9,19 км²
- Населення ради: 1 372 особи (станом на 2001 рік)
- Водоймища на території, підпорядкованій даній раді: Дністровський лиман, Чорне море.

## Населені пункти
Селищній раді були підпорядковані населені пункти:
- смт Затока

## Склад ради
Рада складається з 16 депутатів та голови.
- Голова ради: Звягінцев Василь Іванович
- Секретар ради: Кулик Сергій Володимирович

### Керівний склад попередніх скликань
| ПІБ                       | Основні відомості                                                        | Дата обрання | Дата звільнення |
| ------------------------- | ------------------------------------------------------------------------ | ------------ | --------------- |
| Ярцева Надія Федорівна    | Селищний голова, 1950 року народження, позапартійна                      | 26.03.2006   | 31.10.2010      |
| Звягінцев Василь Іванович | Селищний голова, 1941 року народження, освіта вища, член Партії регіонів | 31.10.2010   | 25.10.2015      |

Примітка: таблиця складена за даними джерела

### Депутати
За результатами місцевих виборів 2010 року депутатами ради стали:

#### За суб'єктами висування
| Суб'єкт висування | Кількість обраних депутатів | %    |
| ----------------- | --------------------------- | ---- |
| Самовисування     | 15                          | 93,8 |
| Партія регіонів   | 1                           | 6,3  |

#### За округами
| № округу        | Прізвище, ім'я, по батькові   | Дата визнання обраним | Освіта                    | Партійна приналежність                  | Відомості про обраного депутата                                                                          |
| --------------- | ----------------------------- | --------------------- | ------------------------- | --------------------------------------- | --- |
| Партія регіонів |                               |                       |                           |                                         | |
| 14              | Попова Катерина Михайлівна    | 06.11.2010            | Освіта вища               | член Партії регіонів                    | пенсіонер                                                                                                |
| Самовисування   |                               |                       |                           |                                         | |
| 1               | Ткачук Андрій Іванович        | 06.11.2010            | Освіта середня спеціальна | позапартійний                           | директор бази відпочинку «Казка», директор                                                               |
| 2               | Кучер Юрій Йосипович          | 06.11.2010            | Освіта незакінчена вища   | член Партії регіонів                    | приватний підприємець                                                                                    |
| 3               | Барановська Галина Борисівна  | 06.11.2010            | Освіта середня            | позапартійна                            | пенсіонер                                                                                                |
| 4               | Пастушенко Ігор Богданович    | 06.11.2010            | Освіта середня спеціальна | позапартійний                           | підприємство «Катран», рибалка                                                                           |
| 5               | Шевчук Богдан Григорович      | 06.11.2010            | Освіта вища               | позапартійний                           | Білгород-Дністровське відділення Міжнародного товариства прав людини, голова правління                   |
| 6               | Міхальов Володимир Васильович | 06.11.2010            | Освіта вища               | позапартійний                           | ДП «Дельта-лоцман», лоцман                                                                               |
| 7               | Шевчук Роман Олександрович    | 06.11.2010            | Освіта вища               | член Політичної партії «Сильна Україна» | тимчасово не працює                                                                                      |
| 8               | Кушнір Едуард Іванович        | 06.11.2010            | Освіта вища               | позапартійний                           | ПП «Агрофірма Софіївка», директор                                                                        |
| 9               | Кулик Сергій Володимирович    | 06.11.2010            | Освіта середня спеціальна | позапартійний                           | фірма «Тритон», директор                                                                                 |
| 10              | Щербина Олена Вікторівна      | 06.11.2010            | Освіта середня спеціальна | позапартійна                            | Білгород-Дністровський районний притулок для дітей, юрисконсульт                                         |
| 11              | Діденко Наталія Дмитрівна     | 06.11.2010            | Освіта незакінчена вища   | позапартійна                            | Затоківський центр культури та дозвілля, прибиральниця                                                   |
| 12              | Донкоглов Олексій Павлович    | 06.11.2010            | Освіта середня спеціальна | член Політичної партії «Сильна Україна» | Затоківське управління житлово-комунального господарства, начальник абонентського та договірного відділу |
| 13              | Шашканов Сергій Миколайович   | 06.11.2010            | Освіта вища               | позапартійний                           | Затоківська загальноосвітня школа № 9, викладач основ захисту Вітчизни                                   |
| 15              | Бондаренко Тетяна Вікторівна  | 06.11.2010            | Освіта середня спеціальна | член Партії пенсіонерів України         | пенсіонер                                                                                                |
| 16              | Янюшкін Віктор Сергійович     | 06.11.2010            | Освіта середня            | член Політичної партії «Сильна Україна» | приватне підприємство «Гранд Юг», керівник                                                               |